# 双沙駅
双沙駅（そうさえき、中文表記: 双沙站）は、中華人民共和国広東省広州市黄埔区富興路と信華路の交差点にある広州地下鉄5号線の駅である。駅番号は5/25。

## 歴史
計画時の駅名は「双崗駅」であったが、当駅より先に開通した13号線文園駅が最終的に双崗駅と命名されたため、名称が重複することを避ける形で当駅は「双沙駅」に改称されました。
- 2023年12月28日：開業[2]。

## 駅構造
島式ホーム1面2線を有する地下駅。

### のりば
| 番線 | 路線    | 行先             |
| ---- | ------- | ---------------- |
| 1    | ■ 5号線 | 黄埔新港方面     |
| 2    | ■ 5号線 | 広州駅・滘口方面 |

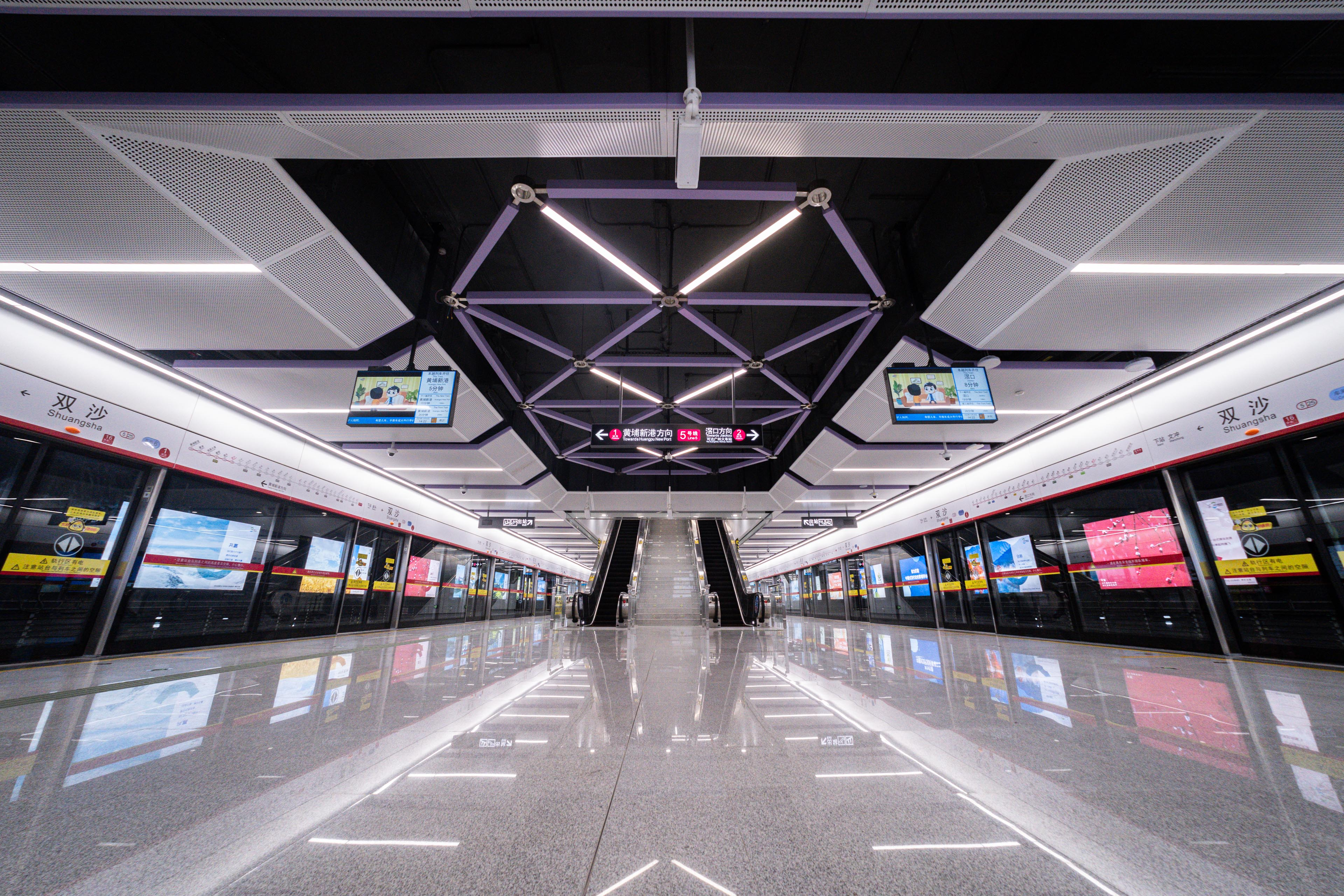
ホーム
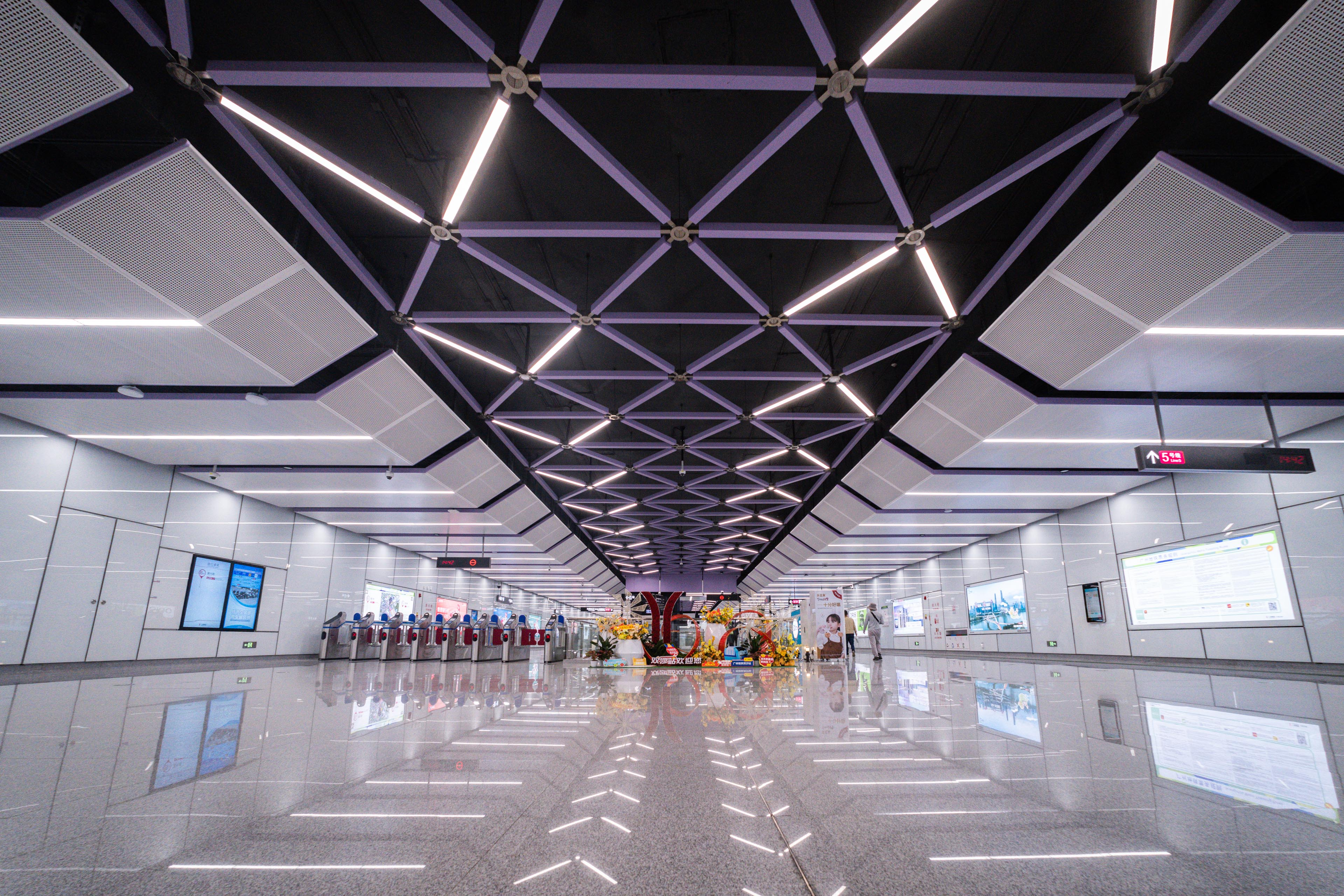
コンコース

## 駅周辺
- 双崗悦輝花園
- 文船生活区東区
- 協同ビル

## 隣の駅
広州地下鉄
■ 5号線
文沖駅 524 - 双沙駅 525 - 廟頭駅 526